# Kategoria e Parë 1992-1993
La Kategoria e Parë 1992-1993 fu la 54ª edizione della massima serie del campionato albanese di calcio disputata tra il 6 settembre 1992 e il 9 maggio 1993 e conclusa con la vittoria del Partizani Tirana, al suo quindicesimo titolo.
Capocannoniere del torneo fu Edmond Dosti, (Partizani Tirana) con 20 reti.

## Formula
Nessuna variazione rispetto alla stagione precedente: le 16 squadre partecipanti disputarono un turno di andata e ritorno per un totale di 30 partite con le ultime tre classificate (aumentate rispetto alle due del campionato 1991-1992) retrocesse in Kategoria e Dytë.
Le squadre qualificate alle coppe europee furono due: la vincente del campionato fu ammessa alla UEFA Champions League 1993-1994 e la vincente della coppa d'Albania alla Coppa delle Coppe 1993-1994.

## Squadre
| Squadra             | Città    | Stadio | Stagione 1991-1992 |
| ------------------- | -------- | ------ | ------------------ |
| KS Elbasani         | Elbasan  |        | 11°                |
| Tirana              | Tirana   |        | 8°                 |
| KF Partizani Tirana | Tirana   |        | 2°                 |
| Dinamo Tirana       | Tirana   |        | 5°                 |
| Flamurtari          | Valona   |        | 6°                 |
| Vllaznia            | Scutari  |        | Campione d'Albania |
| Tomori              | Berat    |        | 9°                 |
| Teuta Durrës        | Durazzo  |        | 3°                 |
| Sopoti              | Librazhd |        | Kategoria e Dytë   |
| Albpetrol           | Patos    |        | Kategoria e Dytë   |
| Besa Kavajë         | Kavajë   |        | 4°                 |
| Apolonia            | Fier     |        | 10°                |
| Kastrioti           | Croia    |        | 14°                |
| KS Lushnja          | Lushnjë  |        | 7°                 |
| KF Laçi             | Laç      |        | 12°                |
| KS Pogradeci        | Pogradec |        | 13°                |

## Classifica finale
|                    | Pos. | Squadra          | Pt | G  | V  | N  | P  | GF | GS | DR  |
| ------------------ | ---- | ---------------- | -- | -- | -- | -- | -- | -- | -- | --- |
| Albania (bandiera) | 1.   | Partizani Tirana | 43 | 30 | 17 | 9  | 4  | 53 | 22 | +31 |
|                    | 2.   | Teuta            | 38 | 30 | 15 | 8  | 7  | 32 | 21 | +11 |
|                    | 3.   | Besa Kavajë      | 37 | 30 | 14 | 9  | 7  | 42 | 22 | +20 |
|                    | 4.   | Vllaznia         | 37 | 30 | 15 | 7  | 8  | 44 | 26 | +18 |
|                    | 5.   | KS Elbasani      | 31 | 30 | 12 | 7  | 11 | 36 | 32 | +4  |
|                    | 6.   | Dinamo           | 29 | 30 | 10 | 9  | 11 | 32 | 33 | -1  |
|                    | 7.   | Apolonia         | 28 | 30 | 9  | 10 | 11 | 41 | 43 | -2  |
|                    | 8.   | KS Lushnja       | 28 | 30 | 10 | 8  | 12 | 30 | 35 | -5  |
|                    | 9.   | Albpetrol        | 28 | 30 | 10 | 8  | 12 | 38 | 48 | -10 |
|                    | 10.  | Laçi             | 28 | 30 | 11 | 6  | 13 | 26 | 37 | -11 |
|                    | 11.  | Tirana           | 27 | 30 | 7  | 13 | 10 | 24 | 28 | -4  |
|                    | 12.  | Sopoti           | 27 | 30 | 9  | 9  | 12 | 36 | 41 | -5  |
|                    | 13.  | Flamurtari       | 27 | 30 | 8  | 11 | 11 | 28 | 34 | -6  |
|                    | 14.  | Kastrioti        | 26 | 30 | 8  | 10 | 12 | 29 | 32 | -3  |
|                    | 15.  | Tomori           | 25 | 30 | 11 | 3  | 16 | 28 | 53 | -25 |
|                    | 16.  | Pogradeci        | 21 | 30 | 8  | 5  | 17 | 26 | 38 | -12 |

Legenda:

      Campione d'Albania
      Ammesso alla Coppa delle Coppe
      Retrocesso in Kategoria e Dytë
Note:

Due punti a vittoria, uno a pareggio, zero a sconfitta.

## Verdetti
- Campione: Partizani Tirana
- Qualificata alla UEFA Champions League: Partizani Tirana
- Qualificata alla Coppa delle Coppe: Albpetrol
- Retrocessa in Kategoria e Dytë: Pogradeci, Tomori, Kastrioti